# Shane Ryan
Shane Ryan (Drexel Hill, 27 gennaio 1994) è un nuotatore statunitense naturalizzato irlandese.

## Palmarès
- Mondiali in vasca corta

Hangzhou 2018: bronzo nei 50m dorso.
Budapest 2024: bronzo nei 50m dorso.
- Europei

Glasgow 2018: bronzo nei 50m dorso.
- Europei in vasca corta:

Glasgow 2019: bronzo nei 50m dorso.
- Universiadi

Taipei 2017: oro nei 50m dorso.